# Uranophora entomistis
Uranophora entomistis är en fjärilsart som beskrevs av Embrik Strand 1915. Uranophora entomistis ingår i släktet Uranophora och familjen björnspinnare. Inga underarter finns listade i Catalogue of Life.